# Видинов
Видинов (укр. Видинів) — село в Снятынской городской общине Коломыйского района Ивано-Франковской области Украины.

## История
Видинов - один из старейших населенных пунктов Снятынщины. Первое письменное упоминание об этом поселении относится к 1378 году. В подтверждающей грамоте польского короля Владислава Ягайло, данной 26 октября 1416 в Неполомичах Вахно Тептюковичу с Тысменицы на владение целым рядом населенных пунктов, расположенных на Прикарпатье, числится и село Видинов.
В 1439-1448 гг. Видиновом владел Прокоп из Гановцев, а затем - его наследники.
От 24 апреля 1854 и до распада Австро-Венгрии в 1918 село Видинов находилось в составе Снятинского повята, Коломыйского округа, Станиславского Окружного суда, Снятинского Уездного Суда.

## Общие сведения
Население по переписи 2001 года составляло 1148 человек. Занимает площадь 12,45 км². Почтовый индекс — 78349. Телефонный код — 03476.